# The Late Show with Stephen Colbert
The Late Show with Stephen Colbert är en amerikansk talkshow som hade premiär den 8 september 2015. Programmet, som sänds på CBS, skapades när Stephen Colbert ersatte The Late Show efter att David Letterman gick i pension.
Programmet spelas in i Ed Sullivan Theater i New York.

### Fotnoter
1. ↑  Mattias Bergqvist (21 maj 2015). ”Så bra var sista "Late show with David Letterman"” (på svenska). Expressen. https://www.expressen.se/noje/blogg/tvbloggen/2015/05/21/sa-bra-var-sista-late-show-with-david-letterman/. Läst 10 februari 2020.